# Otavalo

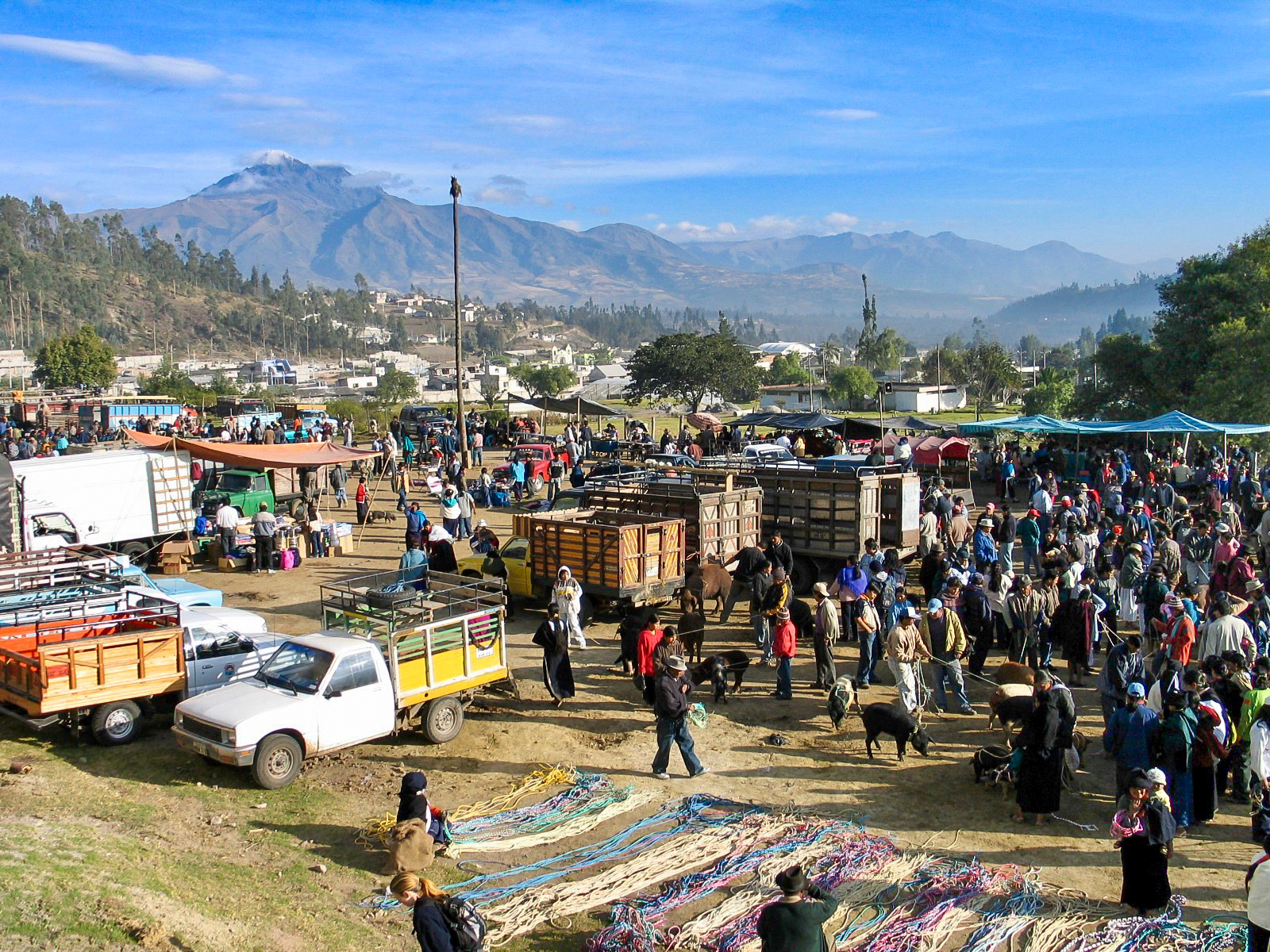
Wöchentlicher Viehmarkt in Otavalo

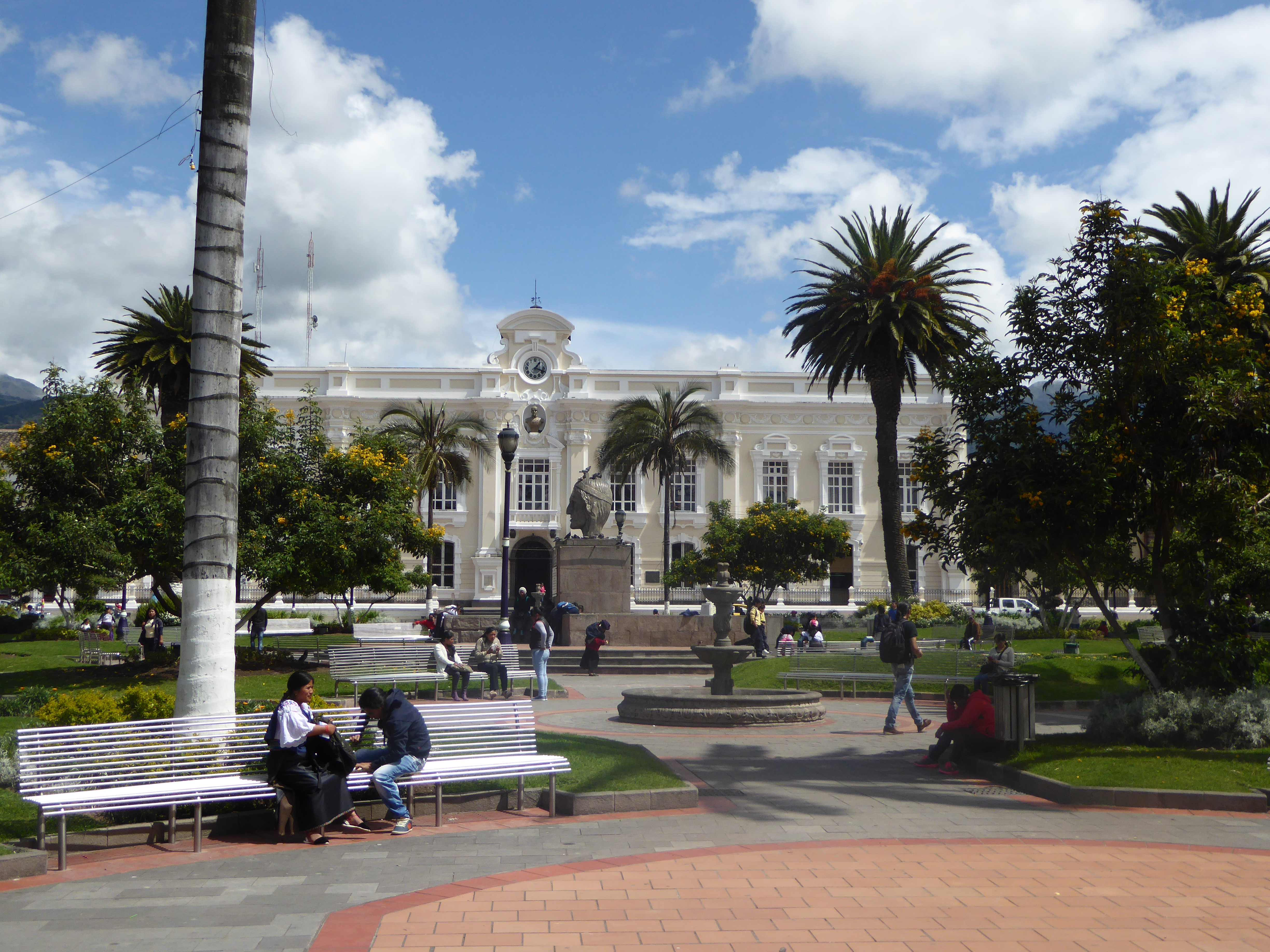
Parque Central mit Rathaus

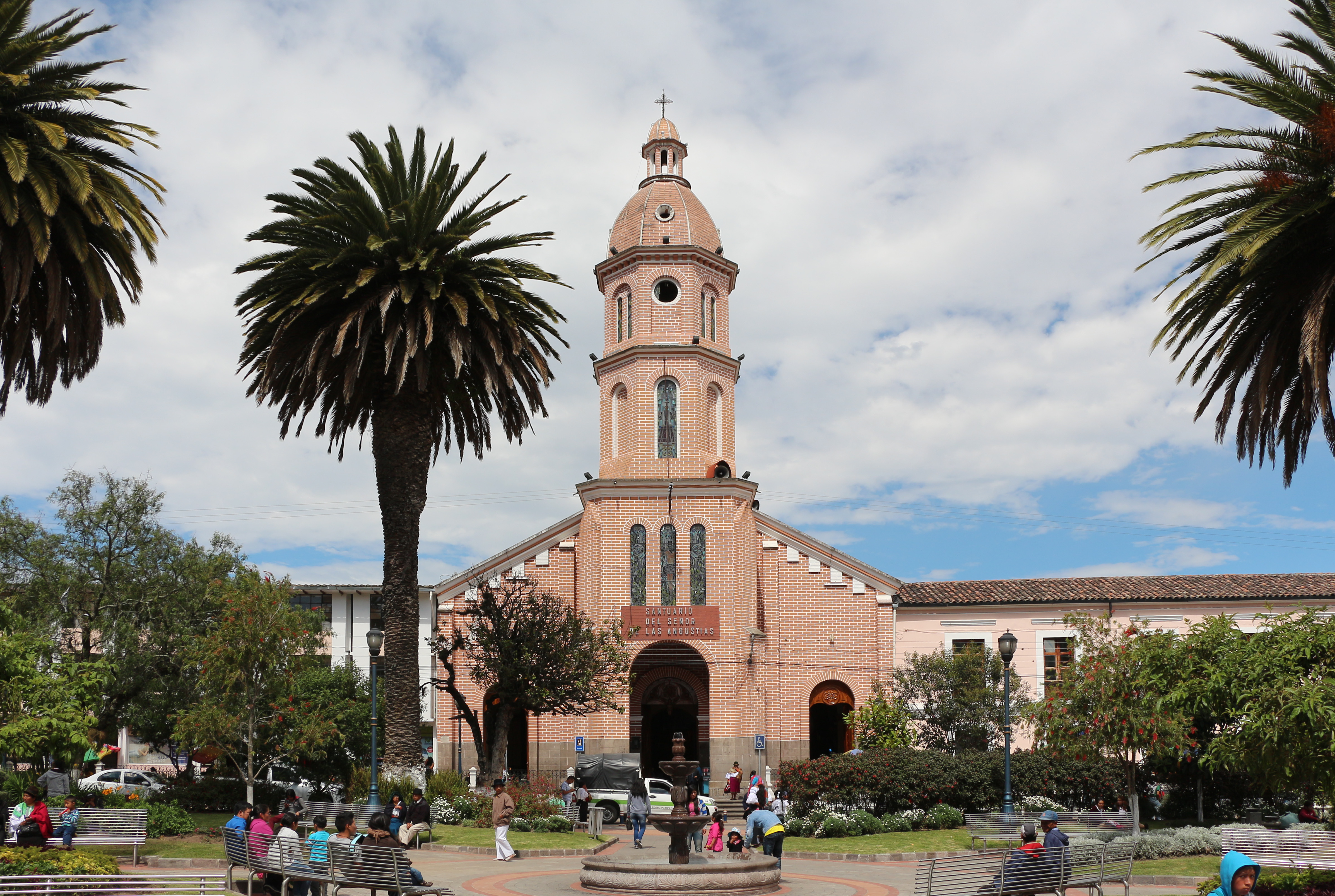
Iglesia de San Luís

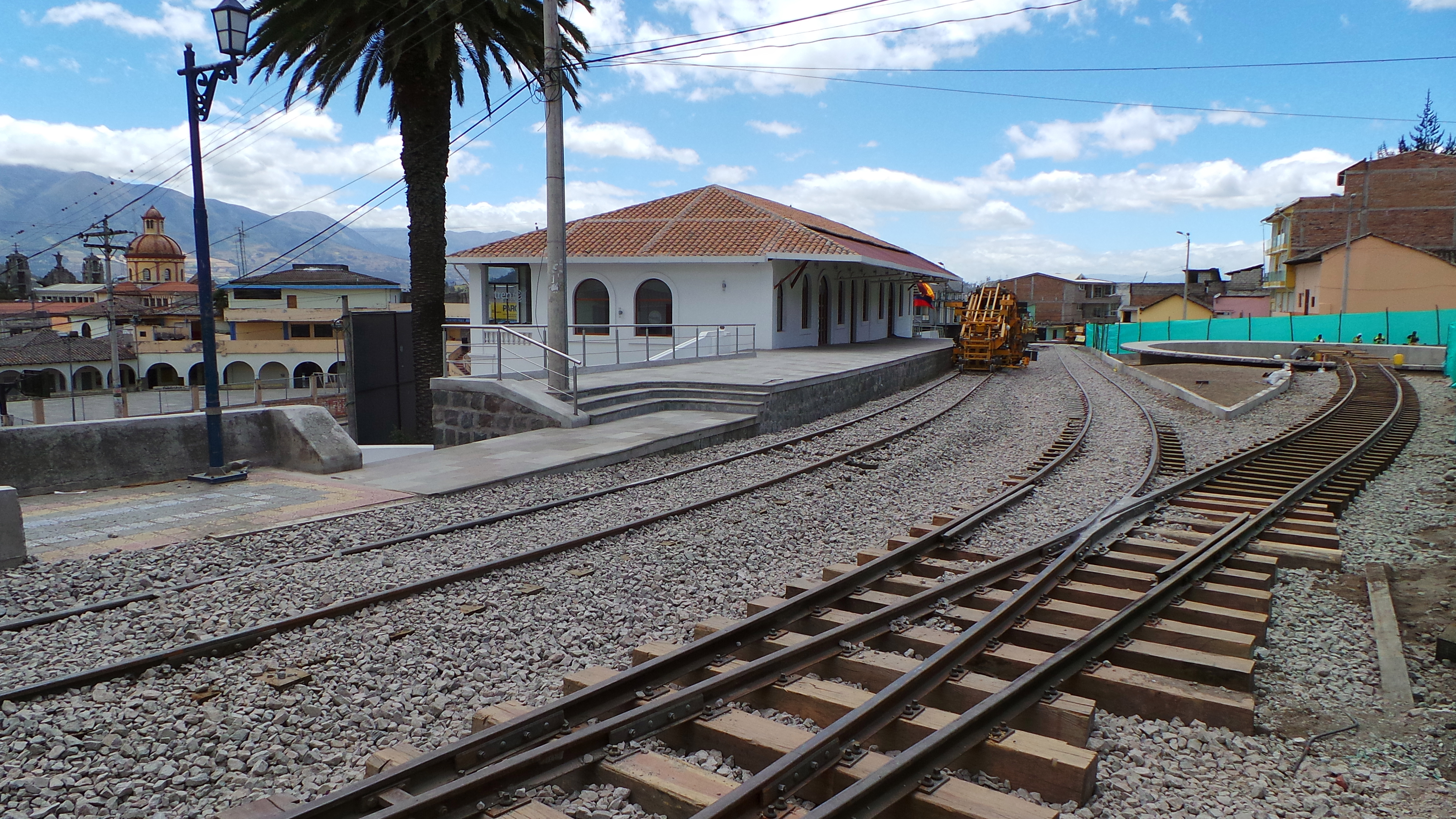
Bahnhof Otavalo

Otavalo ist eine Stadt in der ecuadorianischen Provinz Imbabura und Hauptstadt des Kantons Otavalo, die rund 90 km nördlich der Hauptstadt Quito liegt.
Auf einer Höhe von 2500 m leben hier etwa 50.000 Menschen (Stand 2008). Den Großteil der Bewohner in Otavalo und in den umliegenden Dörfern stellen die Otavalos genannten Indígenas (Kichwas). Die Bewohner Otavalos werden (unabhängig von ihrer ethnischen Zugehörigkeit) Otavaleños genannt.
Die Stadt ist umgeben von den drei Vulkanen Imbabura, Cotacachi und Mojanda. Sie ist Sitz der Umweltschutzorganisation Defensa y Conservación Ecológica de Intag, die sich für den Erhalt des Regenwaldes im Intag-Tal einsetzt.

## Tourismus
Vor allem wegen des farbenfrohen Markts auf der Plaza de los Ponchos ist die Stadt, die etwa 110 km (ca. 2 Busstunden auf der Panamericana) nördlich von Quito liegt, das beliebteste Touristenziel im Norden Ecuadors. Otavalo ist Ausgangspunkt für eine (heute nur von einheimischen und auswärtigen Touristen unternommene) Zugfahrt Richtung Salinas.

## Bauwerke
Da Otavalo in erster Linie für seinen Markt auf der Plaza de los Ponchos berühmt ist, wird oft übersehen, dass die Stadt auch interessante Bauwerke aufzuweisen hat.
Den Mittelpunkt Otavalos bildet eine gepflegte Parkanlage, der quadratische Parque Bolívar, der auch Parque Central genannt wird. An ihm liegen das repräsentative Rathaus (Edificio Municipal) und die Kirche San Luís mit ihrem achteckigen Turm. Sie wurde von 1676 bis 1679 mit nur einem Kirchenschiff erbaut, bei dem Erdbeben von 1868 zerstört und von 1880 bis 1890 in vergrößerter Form im Stil der Renaissance mit drei Schiffen und einer Apsis wieder aufgebaut. Das Kircheninnere birgt viele Kunstschätze, und der Altar wurde 1869 im Stil des Barock gestaltet.
Die dreischiffige Kirche El Jordán wurde ursprünglich 1775 erbaut. Bei den Erdbeben 1868 und 1906 wurde sie stark beschädigt. Der Wiederaufbau im Stil von Manierismus und Renaissance begann erst 1925 und wurde mehrmals unterbrochen, bis die Kirche 1964 wieder fertiggestellt war. Die dreiteilige Fassade mit zwei Türmen wird stark von Säulen mit korinthischen Kapitellen geprägt.
Der restaurierte Bahnhof liegt am südlichen Rand der Innenstadt, 2563 m. ü. d. M. Vor ihm wird der Mercado Copacabana für Lebensmittel und Gegenstände des täglichen Bedarfs abgehalten. Der Bahnhof an der 27 km langen Eisenbahnstrecke Otavalo-Ibarra wurde 2015 fast 40 Jahre nach seiner Schließung und der Stilllegung der Eisenbahnlinie wieder eröffnet.

## Söhne und Töchter der Stadt
- Mario Conejo Maldonado (* 1959), Mitbegründer und ehemaliges Mitglied der Indigenenbewegung Pachakutik, von 2000 bis 2014 und seit 2019 Bürgermeister von Otavalo
- Ariruma Kowii (* 1961), Kichwa-Dichter
- Cesar Humberto Cotacachi Velásquez (* 1972), Kichwa-Sänger
- María Mercedes Cotacachi, Kichwa-Schriftstellerin
- Leo Rojas (* 1984), Panflötenspieler

## Municipio
Das 83,85 km² große Municipio von Otavalo ist in zwei Parroquias urbanas gegliedert. Beim Zensus 2010 lebten 52.753 Einwohner im Verwaltungsgebiet.

### El Jordán
Die Parroquia El Jordán (⊙) liegt im Nordosten von Otavalo und umfasst folgende Barrios: Cotama, Guanansi, Gualapuro, La Compañía, Camuendo und Libertad de Azama.

### San Luis
Die Parroquia San Luis (⊙) liegt im Süden von Otavalo und umfasst folgende Barrios: Imbabuela Alto, Imbabuela Bajo, Mojanda, Mojanda Mirador, Mojandita, Taxopamba und Cuatro Esquinas.